# Xã Wellington, Quận Bottineau, Bắc Dakota
Xã Wellington (tiếng Anh: Wellington Township) là một xã thuộc quận Bottineau, tiểu bang Bắc Dakota, Hoa Kỳ. Năm 2010, dân số của xã này là 30 người.